# Ayala/Aiara
Ayala/Aiara község Spanyolországban, Arabában. Lakosainak száma 2942 fő (2024).

## Földrajza
Ayala/Aiara Artziniega, Gordexola, Okondo, Laudio/Llodio, Orozko, Amurrio, Orduña, Junta de Villalba de Losa, Valle de Losa és Valle de Mena községekkel határos.

## Népesség
A település lakosságának változását az alábbi diagram mutatja:
| Lakosok száma | 2086 | 2415 | 2625 | 2763 | 2880 | 2929 | 2946 | 2974 | 2951 | 2942 |
|               | 2001 | 2004 | 2006 | 2009 | 2011 | 2014 | 2016 | 2019 | 2021 | 2024 |